# Anathallis linearifolia
Anathallis linearifolia es una especie de orquídea epífita originaria de Brasil donde se encuentra en la mata atlántica.

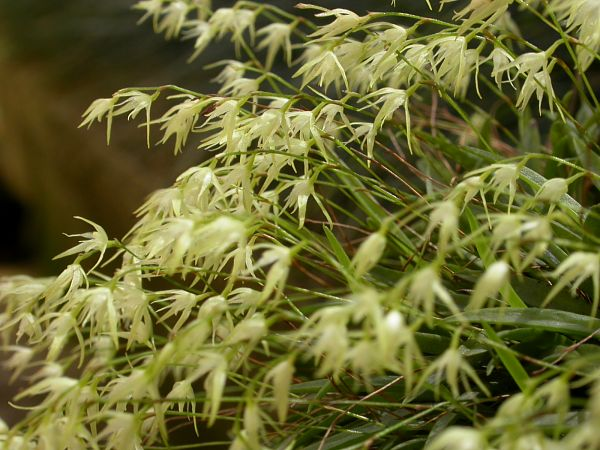
Detalle de las flores

## Taxonomía
Anathallis linearifolia fue descrito por (Cogn.) Pridgeon & M.W.Chase y publicado en Lindleyana 16(4): 249. 2001.
Sinonimia
- Anathallis margaritifera (Schltr.) Pridgeon & M.W.Chase
- Anathallis rigidula (Cogn.) Luer
- Pleurothallis bupleurifolia Porsch
- Pleurothallis convallium Kraenzl.
- Pleurothallis convergens R.C.J.Gerard
- Pleurothallis depauperata Cogn.
- Pleurothallis eugenii Pabst
- Pleurothallis glossochila Kraenzl.
- Pleurothallis linearifolia Cogn.	basónimo
- Pleurothallis margaritifera Schltr.
- Pleurothallis rigidula Cogn.
- Specklinia bupleurifolia (Porsch) Luer
- Specklinia depauperata (Cogn.) F.Barros
- Specklinia depauperata (Cogn.) Luer
- Specklinia eugenii (Pabst) Luer
- Specklinia linearifolia (Cogn.) Luer
- Specklinia rigidula (Cogn.) Luer[2][4][5]